# Probability Theory and Related Fields
 Probability Theory and Related Fields, auparavant Zeitschrift für Wahrscheinlichkeitstheorie und verwandte Gebiete, est une revue scientifique mathématique publiée by Springer. Les articles publiés sont évalués par les pairs. Le journal publie des articles en théorie des probabilités.
Le nom original allemand de la revue, créée en 1962, est remplacé par le titre en anglais à partir du volume 71, en 1986. La revue est indexée et résumée par les Mathematical Reviews et le Zentralblatt MATH. En 2017, son facteur d'impact était 1,99.
Les rédacteurs en chef sont, depuis le volume 71, Hermann Rost (1985) puis Olav Kallenberg (en) (1991), Erwin Bolthausen (en) (1994), Geoffrey Grimmett (2000), Jean Bertoin et Jean-François Le Gall (2005), Gérard Ben Arous et Amir Dembo (2010), Michel Ledoux et Fabio Martinelli à partir de 2015, Fabio Toninelli et Bálint Tóth depuis 2021.

## Thèmes
Probability Theory and Related Fields publie des articles de recherche sur la théorie moderne des probabilités et ses divers domaines d'application. Ainsi, les sujets d'intérêt comprennent : la mécanique statistique, la statistique mathématique, la biologie mathématique, l'informatique théorique et les applications de la théorie des probabilités à d'autres domaines des mathématiques comme la combinatoire, l'analyse, la théorie ergodique et la géométrie. Des articles de synthèse sur de nouveaux domaines émergents sont aussi publiés. Les principales langues de publication sont l'anglais, le français et l'allemand.